# Ion Theodorescu-Sion
Ion Theodorescu-Sion (pronunciación rumana: [iˈon te.odoˈresku siˈon] ; también conocido como Ioan Theodorescu-Sion o Teodorescu-Sion ; 2 de enero de 1882 - 31 de marzo de 1939) fue un pintor y dibujante rumano, conocido por sus contribuciones al arte moderno y especialmente por su pintura tradicionalista, primitivista, de inspiración artesanal y cristiana. Formado en arte académico, inicialmente impresionista, incursionó en varios estilos modernos en los años previos a la Primera Guerra Mundial . La paleta de Theodorescu-Sion era indistintamente posimpresionista, divisionista, realista, simbolista, sintetista, fauve o cubista, pero su creación tenía un enfoque ideológico importante: representar la vida campesina en su entorno natural. Con el tiempo, Sion contribuyó al objetivo generacional de crear un arte moderno específicamente rumano, ubicado en la intersección de la tradición popular, las tendencias primitivistas tomadas de Occidente y la política agraria del siglo XX.
Aunque en un principio la opinión pública se sintió escandalizada por los experimentos de Theodorescu-Sion, aceptó su estilo más dócil de finales de la década de 1910. 
Sion fue comisionado como artista de guerra y tras ello su posición mejoró. Sus pinturas alternaban las representaciones monumentales de entornos hostiles y sus habitantes con luminosos paisajes marinos bálticos y registros nostálgicos de la vida suburbana. Su búsqueda de la concreción visual fue un estándar para la emancipación antimpresionista de la escena artística rumana en el período de entreguerras .
A mediados de la década de 1920, el estilo de Sion se convirtió en un componente visual de la corriente neotradicionalista, "rumana" y neobizantina formada en torno a la revista literaria Gândirea. En los años previos a su muerte, la vanguardia ya emergente criticaba sus nuevas elecciones estilísticas e ideológicas, asíc omo la oscilación de Sion entre modernidad y provincianismo, su flirteo con la política autoritaria y el declive de su obra perduran como temas controvertidos.

## Biografía

### Antecedentes y primeros años
Era hijo de un guardafreno rumano de los ferrocarriles y de la campesina Ioana Ursu. Theodorescu-Sion nació en Ianca, que pertenecía al condado de Brăila,  y fue bautizado en la Iglesia Ortodoxa Rumana .  Por ambas partes, su familia tenía orígenes en las montañas Apuseni de Transilvania y Breadfield, regiones que en ese momento todavía formaban parte de Austria-Hungría; según el relato popular, algunos eran Moți, es decir, pastores de etnia rumana con un estilo de vida claramente rural. Ion pasó su primera infancia en la llanura de Bărăgan, pero se convirtió en un apasionado excursionista de los Cárpatos .
En 1894, después de haber asistido a la escuela primaria y secundaria en el puerto Danubio de Brăila, se fue a Bucarest para estudiar en la Escuela Nacional de Bellas Artes y se graduó en 1897.  De 1904 a 1907, con una beca del Ministerio de Guerra a su nombre,  viajó a Francia  y por ello, Sion se alistó en la École nationale supérieure des Beaux-Arts, estudiando con los maestros académicos Jean-Paul Laurens y Luc-Olivier Merson .   Sin embargo, era un estudiante rebelde, muy influenciado por las ideas socialistas, y que acabó derrochando el dinero de su beca.
Sion se entusiasmó con la noticia de la Revolución en Rusia y fue expulsado por sus patrocinadores conservadores. Quemó todas sus pertenencias, excepto una copia de Les Fleurs du mal, y viajó a la Argelia francesa,  posiblemente con la intención de alistarse a la Legión Extranjera .  Más tarde regresó a Rumania, aunque viajaba con frecuencia fuera de Rumania en viajes de estudios. Estos lo llevaron a los Países Bajos, Inglaterra e Italia .  Fue dibujante (caricaturista) del personal de varios periódicos satíricos rumanos, incluidos Zavera ("El problema"), Nea Ghiță ("Tío Ghiță") y Furnica de George Ranetti . 
De su período francés, Theodorescu-Sion trajo a casa los ecos del impresionismo y las influencias más modernas de Paul Cézanne, el posimpresionista, y André Derain, el fauve, junto con las teorías ópticas del divisionismo.   Entre 1908 y 1915, el artista, todavía muy en deuda con el trabajo de Henri Fantin-Latour,  se centró en la creación de composiciones simbolistas con árboles. A medida que corría más riesgos en su experimentación, comenzó a buscar en el cubista Georges Braque una nueva forma de organizar naturalezas muertas .   Junto con tales contribuciones se encontraban trabajos realistas que sugerían la influencia de Camil Ressu de Rumania.

### Movimiento simbolista y colonia báltica
Sion fue recibido en la sociedad innovadora y ecléctica Tinerimea Artistică, como uno de sus reclutas simbolistas, en 1909, y poco después expuso su retrato de temática religiosa Lux in tenebris lucet ( NIV ).  El mismo año, envió sus obras al Salón Oficial de Bucarest y compartió con otros el Segundo Premio del jurado ex aequo .   Al mismo tiempo, comenzó a frecuentar las regiones rurales y de los Cárpatos de Transilvania. Sus pinturas muestran un creciente interés en la vida de sus habitantes campesinos (y por lo tanto por sus propias raíces campesinas), con especial atención a las áreas habitadas por rumanos de Apuseni, Breadfield o Mărginimea Sibiului . Culturalmente, Theodorescu-Sion también se afilió a una nueva ola de artistas rumanos, que utilizaron líneas simples, colores llamativos y contornos claros para ilustrar temas cargados de mística. Junto a Sion este grupo incluye a Cecilia Cuțescu-Storck, Friedrich Storck e Iosif Iser, seguidos más tarde por Rodica Maniu y Francisc Șirato . El historiador literario George Călinescu describe este momento como haber generado una "pintura caligráfica": "moldeada por los contornos y por la invención de actitudes ceremoniales", y "la mayoría de las veces reducido al dibujo". 
La actividad de los primitivistas en el ámbito visual está ligada al surgimiento de escritores poco convencionales y las manifestaciones más radicales de la cultura simbolista rumana —los comentaristas señalan su parentesco con el poeta Adrian Maniu (hermano de Rodica Maniu) o con los simbolistas menores Alexandru Bogdan— Pitești, ND Cocea y Theodor Cornel . El primer momento de Theodorescu-Sion en el centro de atención fue en 1910, en la muestra colectiva de arte Tinerimea Artistică, que conmocionó al público y a los autores académicos. El grupo, al que se unió el escultor Constantin Brâncuși, se vio marginado dentro de la exposición, pero recibió el apoyo de la prensa simbolista. Sobre la base de las conclusiones de otros investigadores, como Theodor Enescu, el historiador literario Paul Cernat ve en este movimiento, llamado "postimpresionismo antiacadémico", la primera aparición en Rumania del pintoresco arte de salón, así como una versión rumana del fenómeno Armory Show.
Sion todavía acudía regularmente a los salones posteriores de Tinerimea. En 1912 los críticos de la época lo consideraron el prototipo del " futurista " rumano (una expresión de novedad impactante, más que una afiliación real con la corriente futurista). En 1913, sus pinturas destacadas incluyeron una interpretación de la Crucifixión y representaciones melancólicas de pastores solitarios. Un año después, realizó una exposición personal (la primera)  en el Ateneo Rumano . Como señaló el periodista Octavian Tăslăuanu, el establecimiento todavía veía sus obras con vergüenza y las "exiliaba" a una sala lateral.

Poco después de la Segunda Guerra de los Balcanes de 1913, la administración rumana asumió el control en el sur de Dobruja y la región se convirtió en el interés de los artistas rumanos. Balcic ( Balchik ), una vez un puerto de exportación prometedor, declinó económicamente, pero sus vistas y sus exóticos habitantes musulmanes lo convirtieron en un popular centro turístico de verano y colonia de artistas.  Theodorescu-Sion se unió a este fenómeno en su etapa más temprana y fue, con Ressu, Iser, Cuțescu-Storck y otros, un "miembro fundador" de la comunidad de pintores bálticos.  También participó en la escena artística del norte de Dobruja, encargado de decorar el palacio del Ayuntamiento de Constanța con una serie de murales .  Fue aquí donde conoció al coleccionista de arte y mecena Krikor Zambaccian,   que compraría una muestra de una parte considerable de sus lienzos posteriores, incluido Moara din Balcic ("El molino Balchik"). Zambaccian recordaba a Sion como una artista talentoso pero peculiar y vengativo, que se hacía pasar por un mentor artístico, pero que no podía soportar la competencia real. 

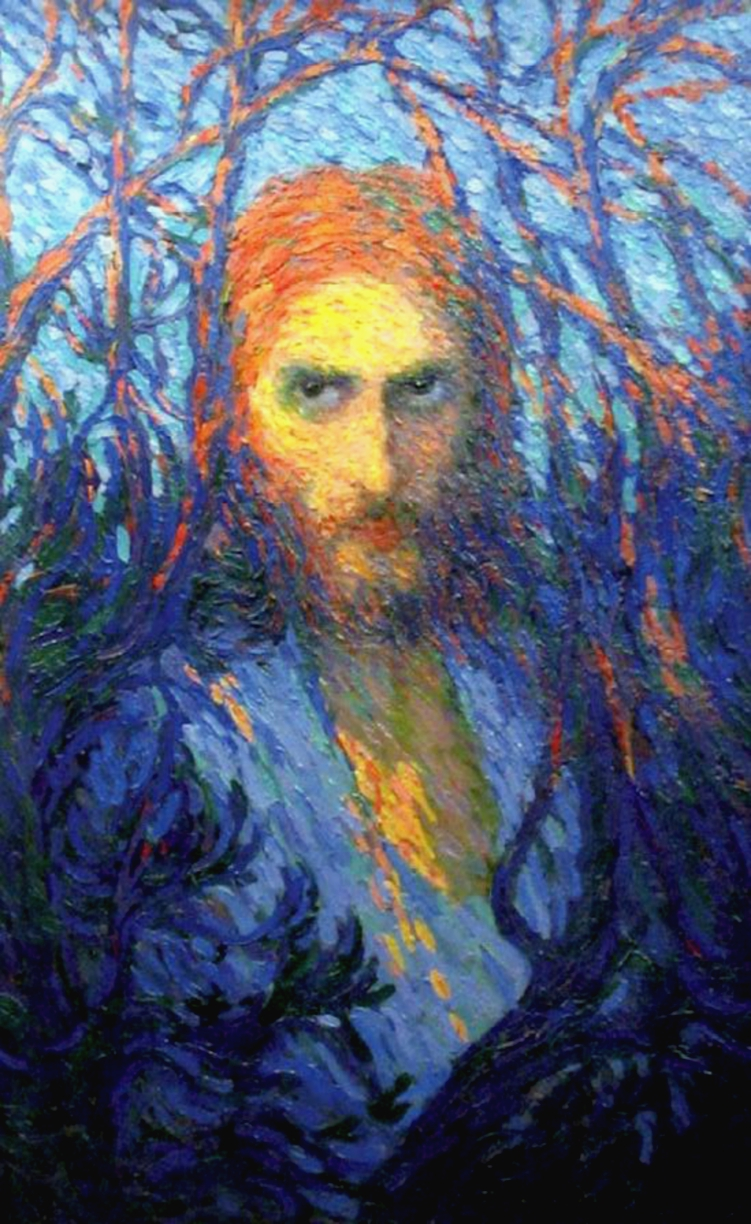
Lux en tenebris lucet (1909)
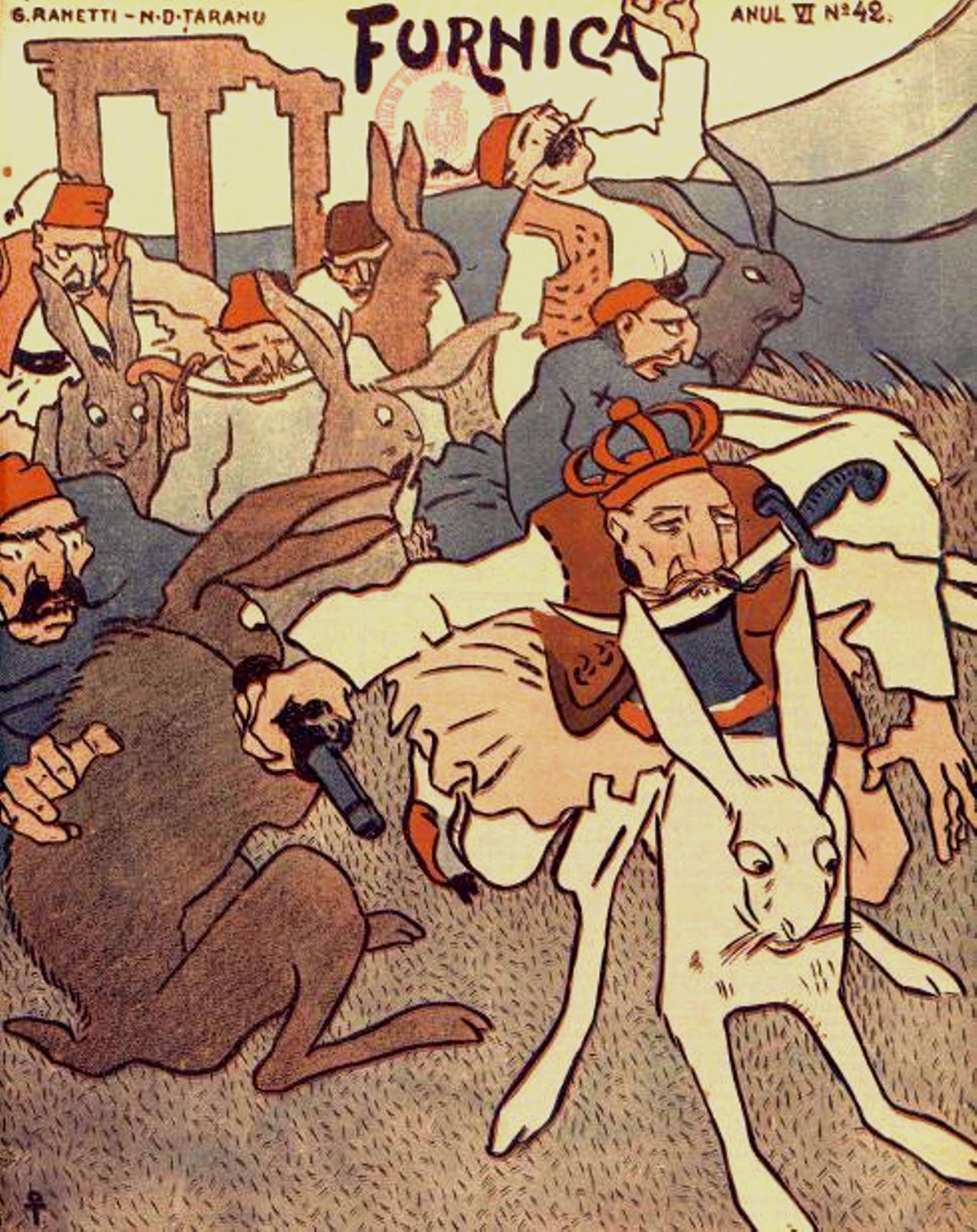
Arte de portada para Furnica (junio de 1910)
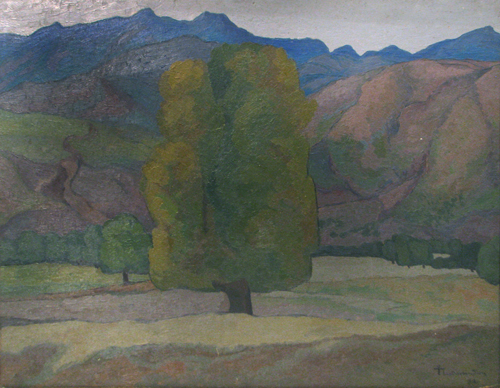
Peisaj ("Paisaje", 1912)
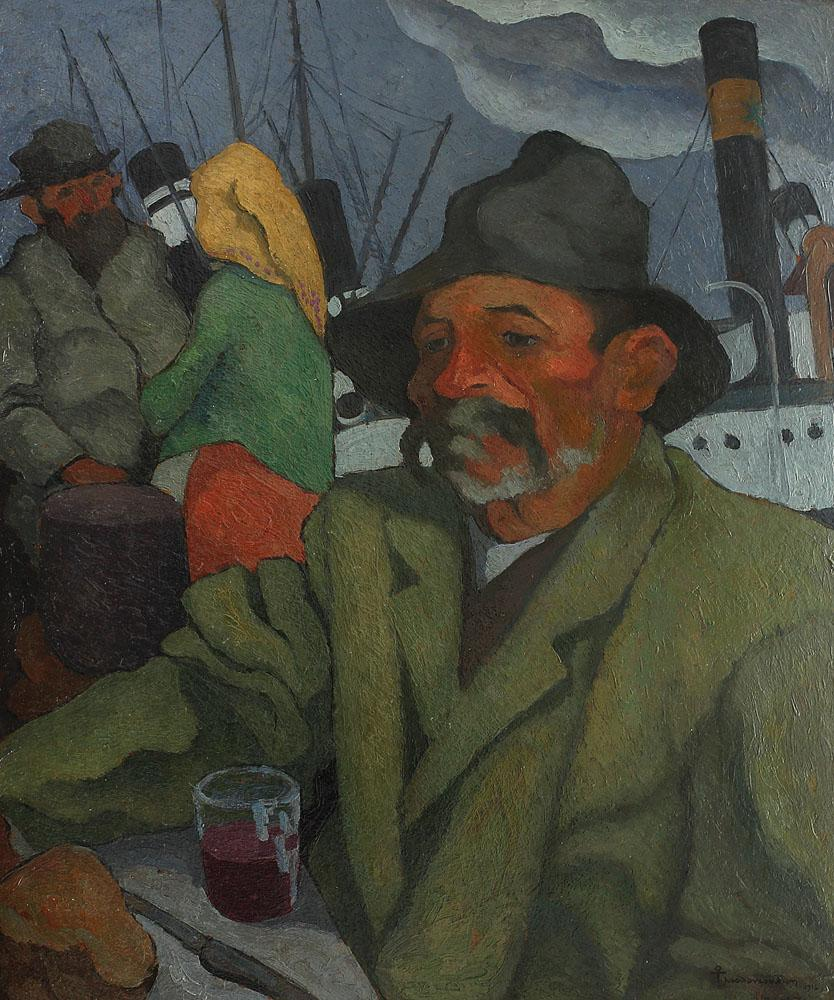
În repaos ("En reposo", 1912)
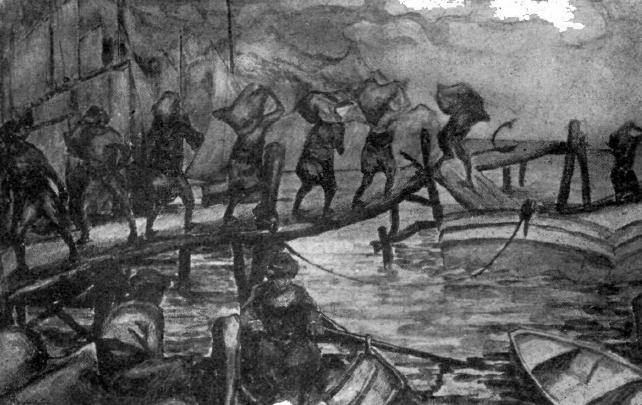
Încărcarea mahonului (Balcic) ("Cargando la barcaza (Balchik)", 1914)
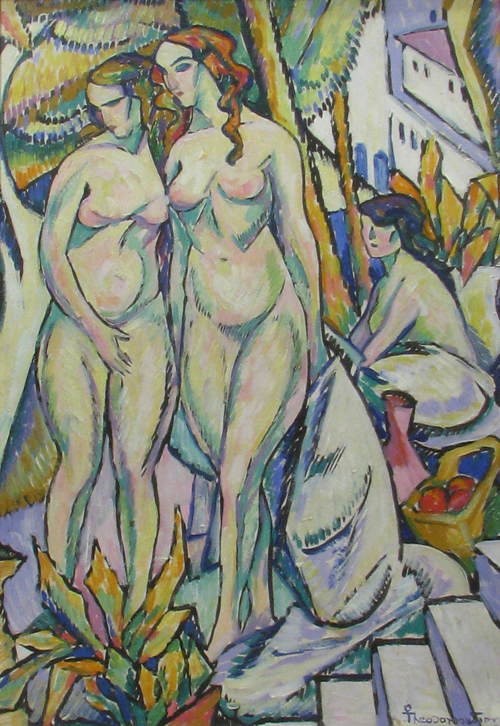
Nuduri în peisaj ("Desnudos en un paisaje"), 1914
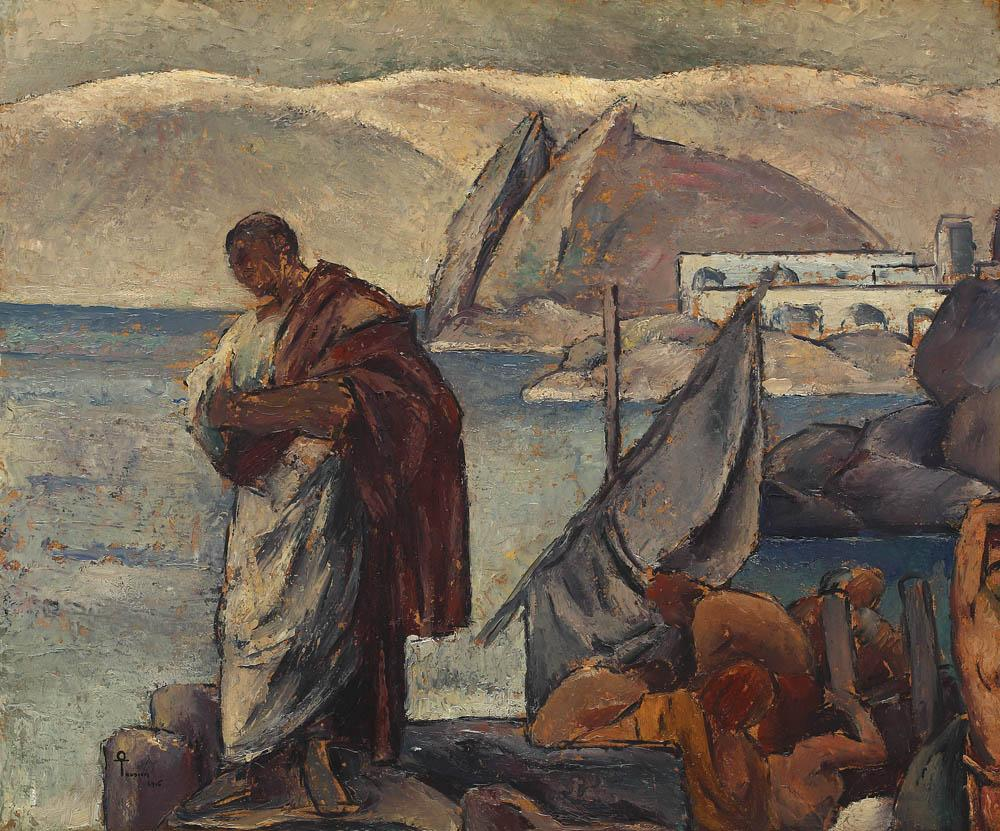
Ovidiu în exil (" Ovidio en el exilio", 1915)

### Artista de guerra y espectáculos deArta Română
Hacia 1914, Sion se había distanciado por completo del simbolismo y las trazas decorativas del Art Nouveau, y aconsejó a su joven alumna Lola Schmierer Roth que hiciera lo mismo: ambos confiaban en una composición protocubista de formas sólidas, cuyo modelo era Cézanne.  Cooptado como profesor en la Escuela Nacional de Bellas Artes, Theodorescu-Sion fue también uno de los miembros fundadores de la Sociedad de Artistas, una importante asociación profesional rumana. 
Cuando Rumania entró en la Primera Guerra Mundial en 1916, Ion Theodorescu-Sion se vio obligado a interrumpir su trabajo en los murales de Constanța.  Una vez reclutado en las Fuerzas Terrestres Rumanas, volvió al arte oficial y académico: fue contratado por el jefe de Estado Mayor Dumitru Iliescu para representar a las Fuerzas Armadas rumanas en acción.  Sion presenció (y pintó) el posterior asalto del frente rumano por parte de las potencias centrales y se unió al éxodo de soldados y autoridades civiles rumanos hacia la región oriental de Moldavia . Estuvo en Iași, la capital provisional, donde empezó a colaborar con otros artistas de la guerra ahuyentados por las derrotas.  En 1918, Sion se unió a ellos cuando rompieron con Tinerimea, creando el nuevo foro artístico Arta Română ("Arte rumano") - Ressu, Nicolae Tonitza, Ștefan Dimitrescu y Oscar Han se encontraban entre los otros principales afiliados.
Después de que las autoridades rumanas regresaron a Bucarest, el trabajo de Sion se presentó en el salón Franklin Hall organizado por Minerva Publishers (1919). Todavía coqueteaba con el socialismo y, como señaló el periodista Tudor Teodorescu-Braniște, ayudó en la ceremonia fúnebre de 1920 del teórico marxista Constantin Dobrogeanu-Gherea : "El gran anciano [...] estaba siendo tendido en un féretro que un grupo de pintores socialistas, encabezado por Teodorescu Sion, se había envuelto previamente en tela roja ".  Su conducta en tiempos de guerra y sus méritos artísticos dieron como resultado un reconocimiento formal, y se le concedieron altos honores: la Orden de la Corona (como Oficial) y la Medalla Bene Merenti, ambas en 1923.  El mismo año, participó en la exposición Arta Română con paisajes del condado de Argeș , incluido Fântâna lui Manole (" Fuente de Manole "). 

Durante el período de entreguerras, además de los salones Tinerimea y Arta Română, Theodorescu-Sion exhibió su trabajo en el Atheneum, la muestra de arte del periódico Universul, la Galería Dalles y varios otros lugares.  Con Ressu y Arthur Verona, Sion también fue cofundador, en 1921, del primer sindicato de artistas de Rumanía ( Sindicatul Artelor Frumoase ), que militaba por la seguridad social básica pero también tenía una política y (según el experto en arte Vasile Radu) " agenda "utópica".  Brevemente, sus planes obtuvieron apoyo oficial durante el intervalo en el que Víctor Eftimiu, dramaturgo simbolista y rico coleccionista de arte, fue ministro de Cultura y Artes .  En los primeros años de entreguerras, Sion también fue uno de los expertos en arte empleados en la autenticación de pinturas del clásico rumano Nicolae Grigorescu . 

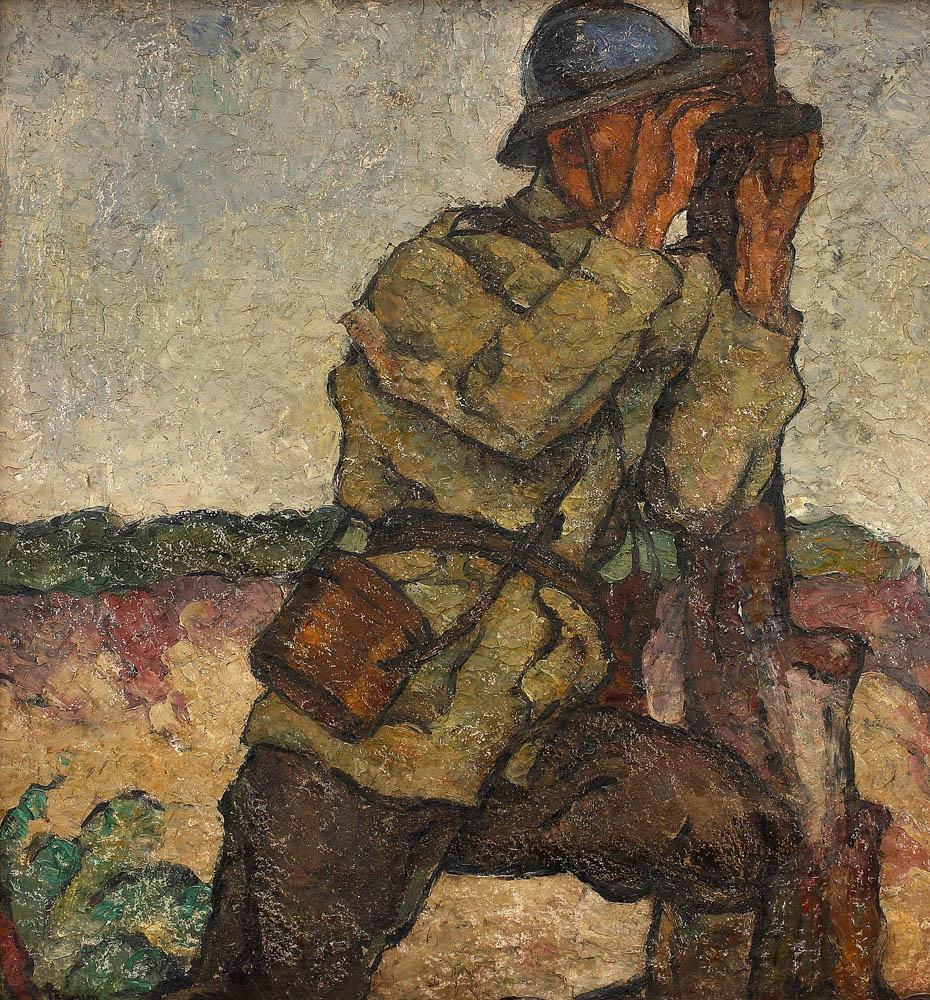
Cercetaș ("Scout", 1917)
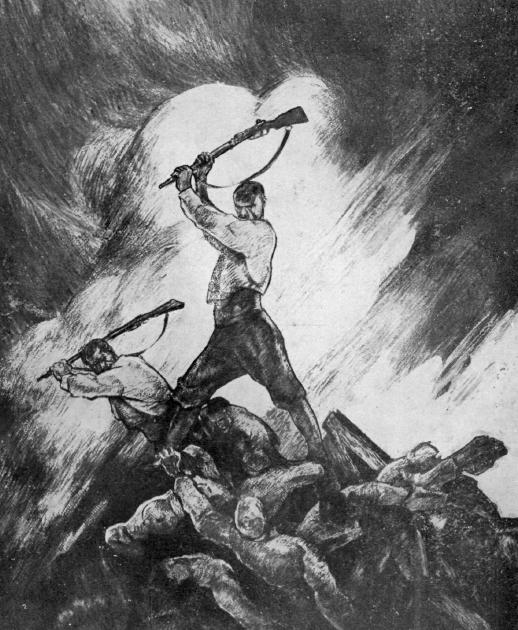
La Mărășești ("En Mărășești ", 1919)
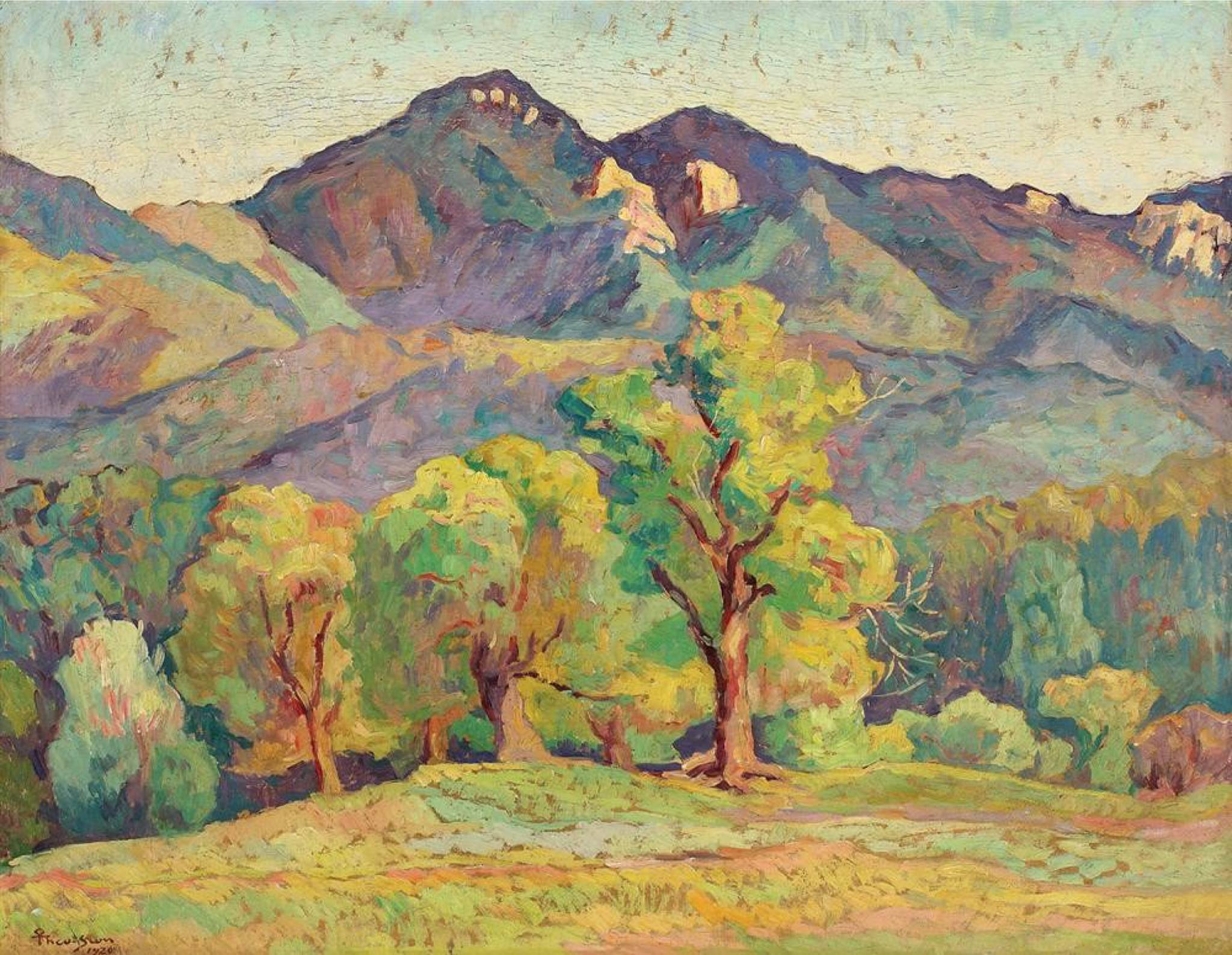
Piatra Craiului (1920)
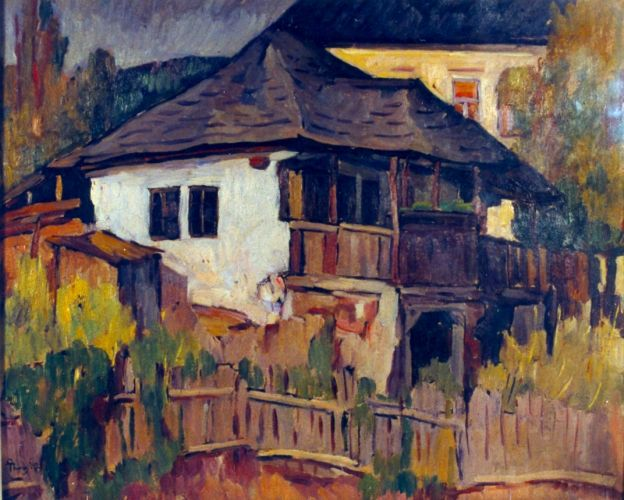
Casă țărănească din Curtea de Argeș ("Casa campesina en Curtea de Argeș ", 1922)
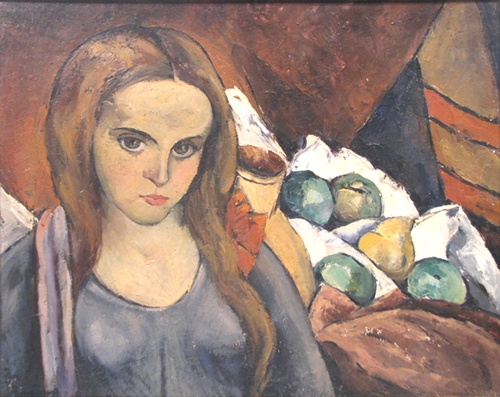
Miorița (1923)
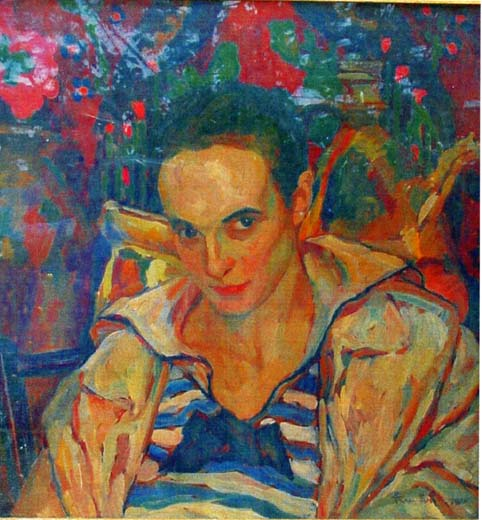
Lola Schmierer Roth

### Años deGândirea
La década de 1920 fue un nuevo período de síntesis en la vida de Theodorescu-Sion, ya que se convirtió en el exponente artístico de un movimiento neotradicionalista centrado en la revista Gândirea. Recibido allí por el columnista de arte Oscar Walter Cisek, y más tarde por el editor en jefe Nichifor Crainic,  proporcionó ilustraciones para Satul meu ("Mi pueblo") de 1923, del poeta gandirista laureado Ion Pillat .  Otro ex simbolista, Tudor Arghezi, acogió con satisfacción el cambio de estilo, escribiendo: "Quien recuerde los ángulos, puntos, cuadrados, círculos, semicírculos y esferas de Theodorescu-Sion le habrá agradecido por entregar su gorra y ponerse un sombrero mejor adaptado, y por desprenderse de las confabulaciones de un Simbolismo muy reducido ". ¡El pintor todavía recibió encargos del movimiento simbolista, proporcionando ilustración para una obra simbolista de Ion Minulescu, en Cetiți-mă! mensual (enero de 1922). 
El pintor se veía favorablemente a la búsqueda Gândirea ' para una nueva especificidad nacional en el arte, o 'Romanianism'. Los autores de una retrospectiva de 1970, publicada con Editura Meridiane, describen el período de la siguiente manera: "Desde perspectivas muy diferentes, las revistas Viața Românească y Gândirea [...] militaron por la creación de obras de arte inspiradas en la realidad rumana; y si, Posteriormente, el Gândirismo llevaría la impronta del nacionalismo exacerbado, como uno de los portadores de la ideología de extrema derecha, no es menos cierto que, en sus inicios, la revista definió su credo estético poniéndolo en equilibrio con la necesidad del arte de expresar una realidad nacional ". En una entrevista con el autor Felix Aderca, Sion afirmó: "El sentimiento artístico del rumanismo está separado del de otros pueblos por una sensibilidad especial. Discreción aplicada a la delicadeza, armonía en un cromático sobrio. Todas las cosas en unión, tranquilas y claras como una tarde de verano ".   Gogîltan vincula el período principal de Theodorescu-Sion con el establecimiento de la Gran Rumanía : "Los lienzos de 'temática nacional' de Ion Theodorescu-Sion fueron la interpretación visual de una geografía del Reino Unido de Rumania, tras la incorporación de Transilvania, Banat, Crișana y Bukovina en la año 1918 ". Ella cree que la pasión de Sion por representar pastores en sus caminatas estacionales, o trashumancia, es un símbolo para la Gran Rumania como personas que se encuentran en los pastos .
Adaptándose a lo que el crítico Tudor Vianu llama "la experiencia del montañero", Sion reanudaba sus viajes a lo profundo de las montañas, tanto en el condado de Argeș como en áreas de Transilvania. De todas las pinturas que presentó al público durante la Exposición de Arte de la Galería Ileana en 1925, la gran mayoría eran paisajes de las montañas o composiciones con pastores y montañeses como La isvorul Troiței ("En la primavera de Troița [Trinidad]" ), alternando con nuevos paisajes marinos bálticos. Hay una naturaleza muerta ocasional: Roz și roș ("Rosa y rojo"), que probablemente aludía a un poema del autor transilvano Octavian Goga, impresionó a Goga y fue comprado para el estado por Ion Lapedatu . Sion regresó al mismo lugar a principios de 1926, cuando exhibió una selección diversa de sus composiciones más recientes, y fue recompensado con una Orden de la Corona de clase superior. 

Figura destacada en la escena bohemia de Bucarest, el pintor frecuentaba el club artístico-literario del restaurante Casa Capșa. Compartía mesa con algunos de los escritores modernistas y neotradicionalistas ( Camil Baltazar, Liviu Rebreanu, Vasile Voiculescu, Ilarie Voronca ) y una vez se vio envuelto en una pelea de pasteles con el satírico y bromista Păstorel Teodoreanu. .  Sion satisfizo las expectativas del público con retratos de la clase media alta  y presentó un diseño para el mausoleo Vasile Alecsandri . Perdió la última comisión ante Paul Molda; al parecer, Sion conservaba un amargo resentimiento contra la Academia Rumana, que había fallado en su contra en este asunto.

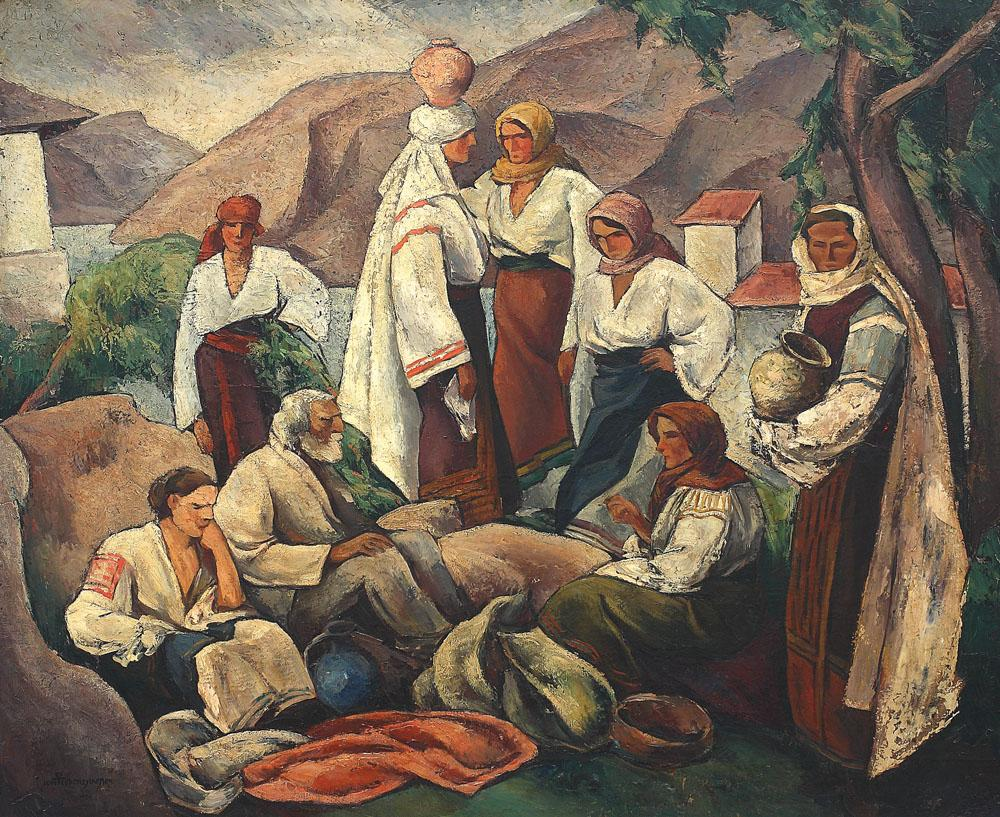
Compoziție cu motive românești ("Composición con motivos rumanos", 1924)
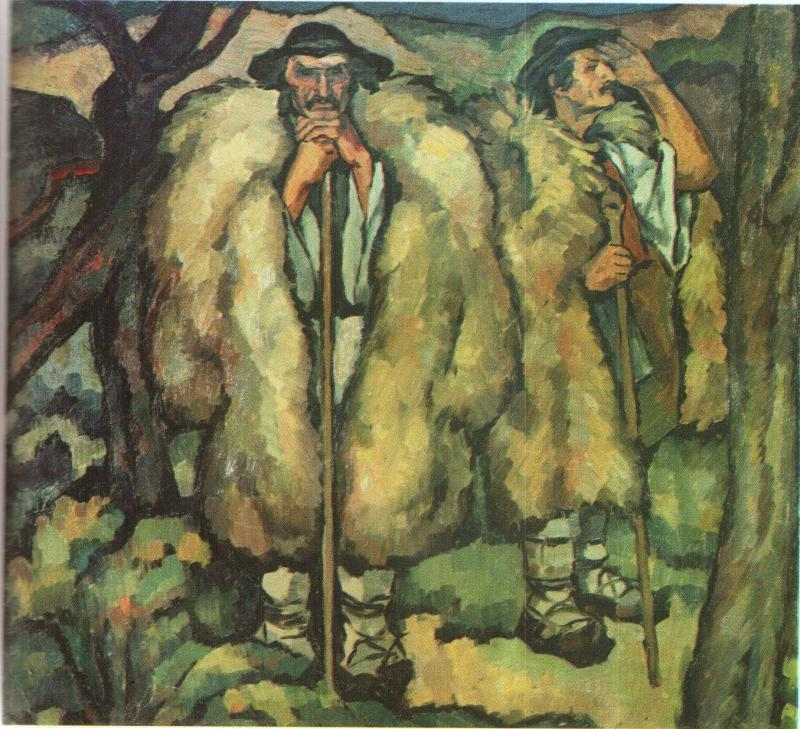
Mocani ("Gente de la montaña")
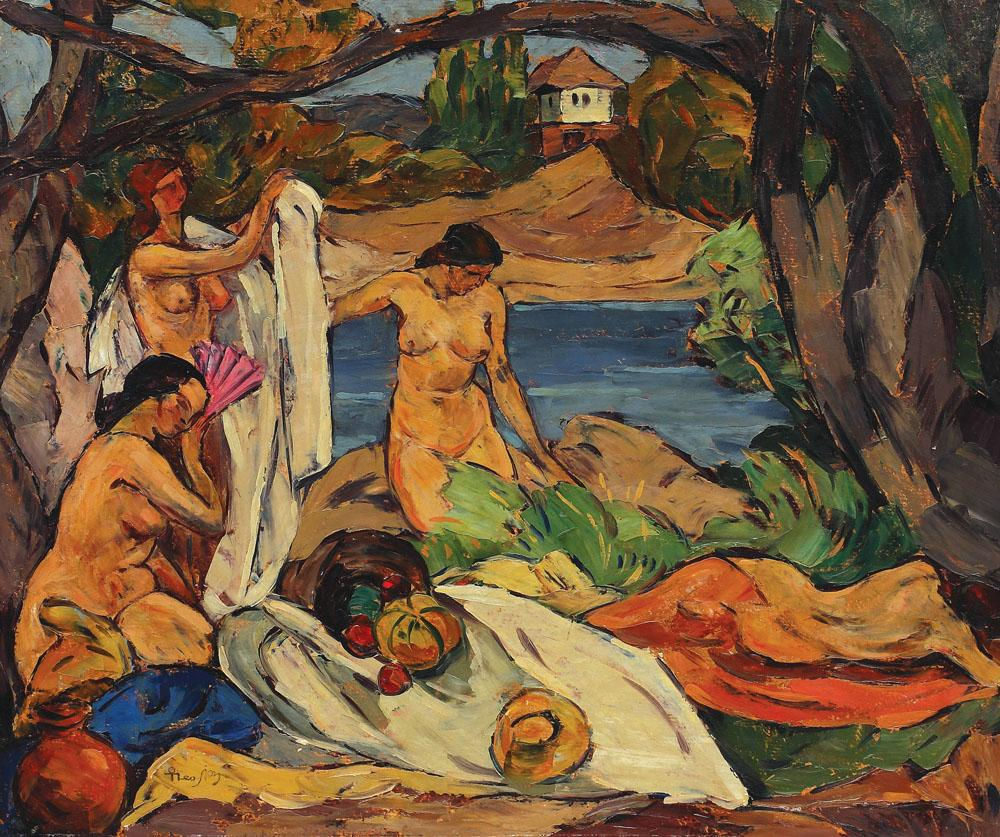
Pe malul apei ("Por el agua", hacia 1925)
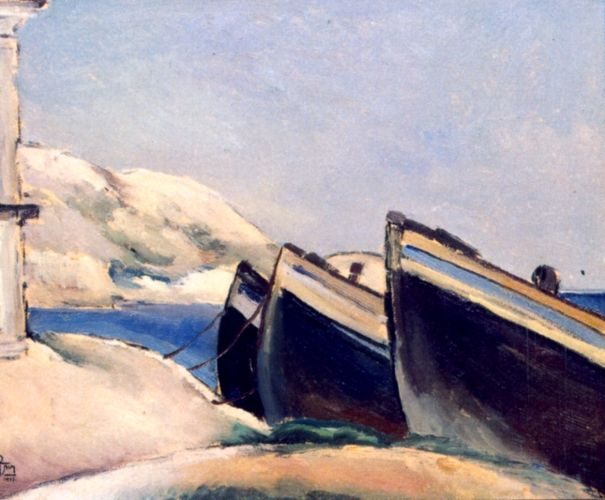
Bărci ("Barcos", 1927)
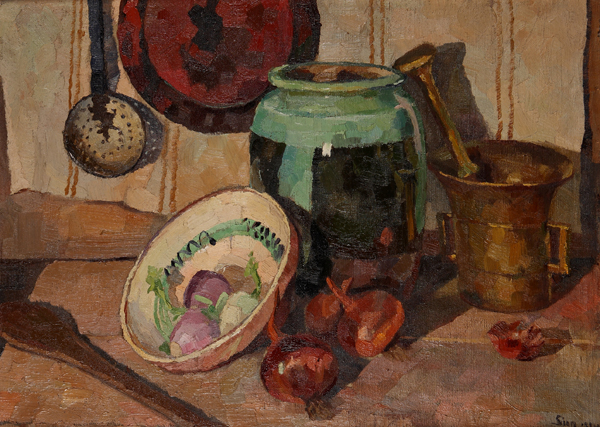
Natură statică cu legume și vase ("Naturaleza muerta con verduras y cerámica")
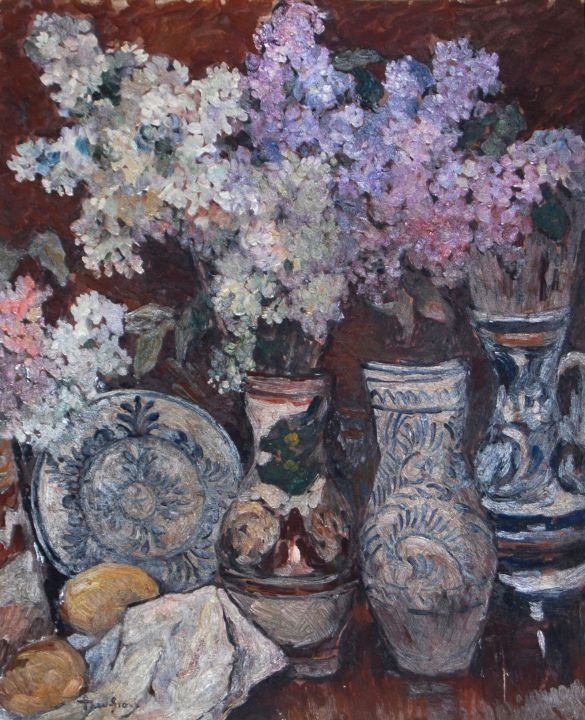
Mălini ("Flores de almez")

### Década final
Alrededor de 1927, Theodorescu-Sion volvió a concentrarse en sus murales: sus únicos trabajos en el Salón Oficial de ese año fueron los estudios para un mural llamado Șipotul ("Primavera que brota"). Al regresar a Constanța en 1928, ayudó a organizar una muestra de arte oficial para conmemorar el semicentenario del dominio rumano sobre esa región.   Sus propias pinturas fueron seleccionadas para representar el arte rumano en la Expo 1929 en Barcelona, España, y fue parte de las exhibiciones internacionales de 1930 en La Haya y Ámsterdam . 
Para entonces, había dado la espalda al género del retrato, incluso en sus lienzos característicos de campesinos y pastores, y su arte se volvió semi-abstracto. Se le vio en los círculos modernistas y contribuyó a la exposición de 1934 Peisajul bucureștean ("El paisaje de Bucarest"), con pinturas que datan de 1919.  Un año después, tuvo una muestra retrospectiva en Dalles, que fue paralela a la exposición debut de Alexandru Ciucurencu . Zambaccian recuerda que Sion sintió celos por el rápido ascenso de Ciucurencu. Según el propio relato de Zambaccian: “Y como yo estaba más preocupado por Ciucurencu que por Theodorescu Sion, se enojó y puso un cartel en la puerta de su exhibición: 'Prohibida la entrada de perros y zambaccian'. Por supuesto, la tormenta amainó pronto. ¡La esposa del pintor arrancó la tarjeta y Theodorescu Sion me besó cuando nos volvimos a encontrar! " 
Durante los últimos cinco años de su vida, Sion se estaba convirtiendo en un simpatizante del rey de Rumania, el autoritario Carol II ; con Olga Greceanu y Marius Bunescu, representó, bajo el gobierno de Carol, la versión oficialmente apoyada de la pintura moderna.  Su trabajo se presentó nuevamente en una feria mundial, la Exposition Internationale des Arts et Techniques dans la Vie Moderne de 1937 en París .  El mismo año, fue uno de los artistas involucrados en la decoración del Palacio Real de Bucarest (Museo Nacional de Arte),  y fue registrado como muralista eclesiástico aprobado por el estado por ordenanza del gobierno. 

Theodorescu-Sion murió en Bucarest el 31 de marzo de 1939  y fue enterrado en una cripta del cementerio de Bellu.  Su última selección de obras se presentó al público como parte del Salón Oficial, que se inauguró el mismo mes en Bucarest.  Gândirea publicó su necrológica, firmada por Crainic, y comenzando con las palabras: "Theodorescu-Sion murió inesperadamente, en el pleno verano de su vida y de su talento infinitamente fecundo".

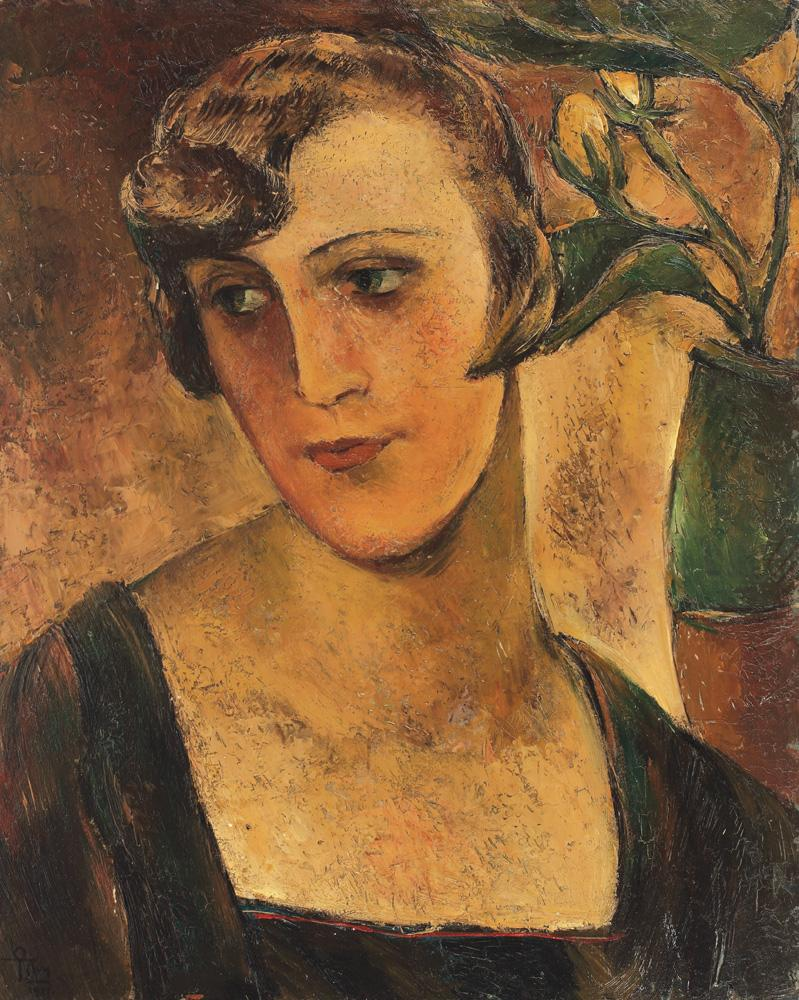
Artista ("El artista", 1927)
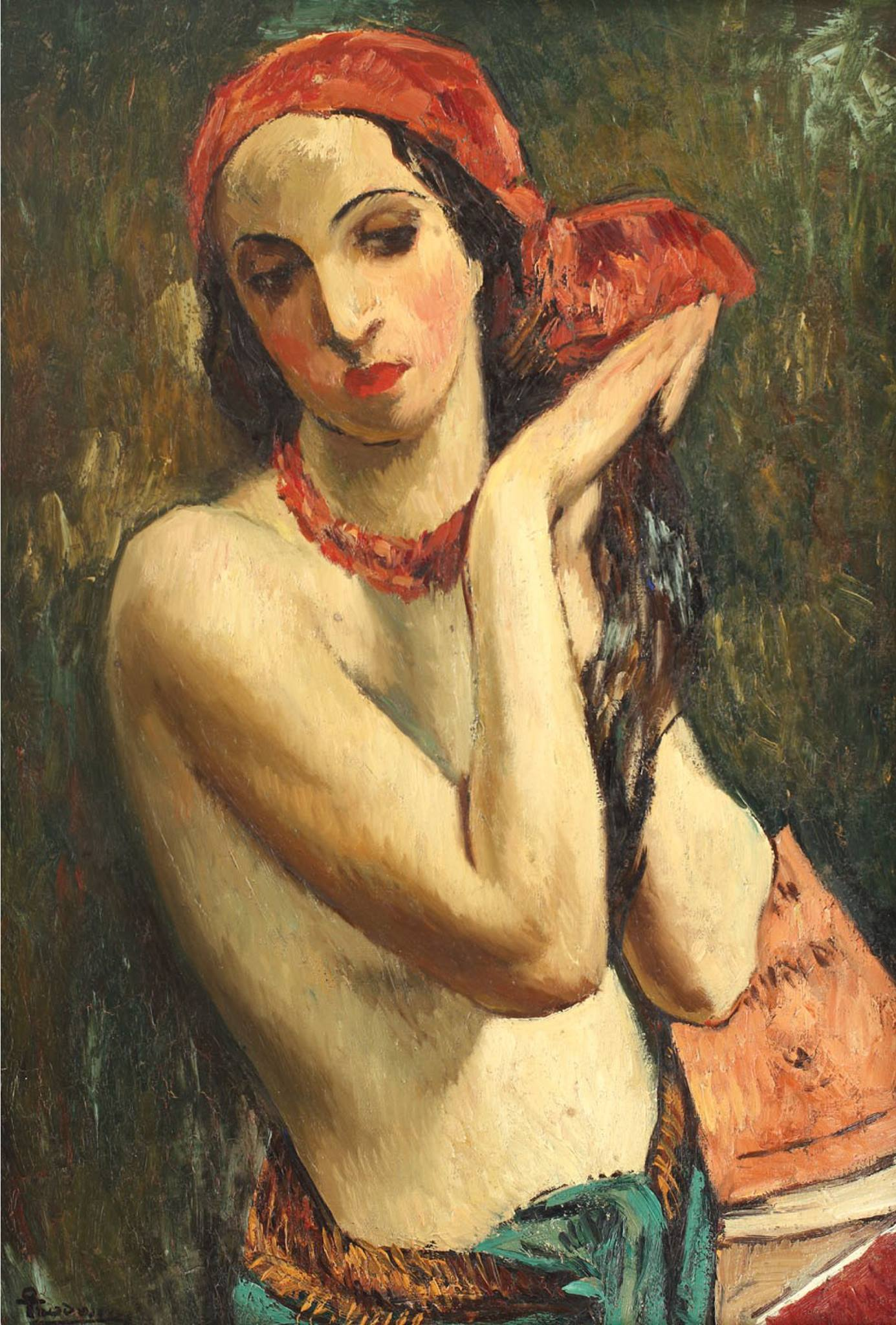
Tulpanul roșu ("Muselina roja", 1931)
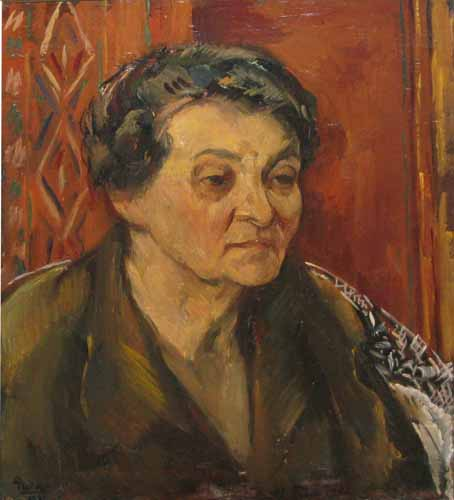
Măicuța Maria Ciuceanu ("Hermana Maria Ciureanu", 1931)
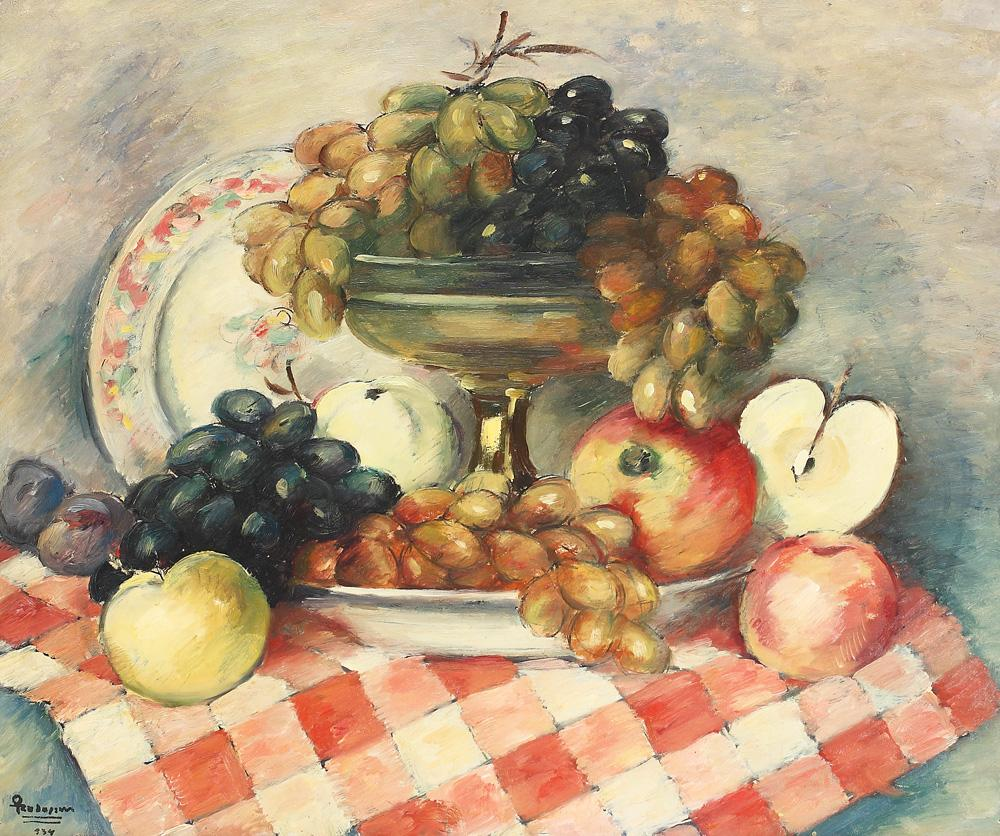
Natură statică cu struguri și mere ("Naturaleza muerta con uvas y manzanas", 1934)
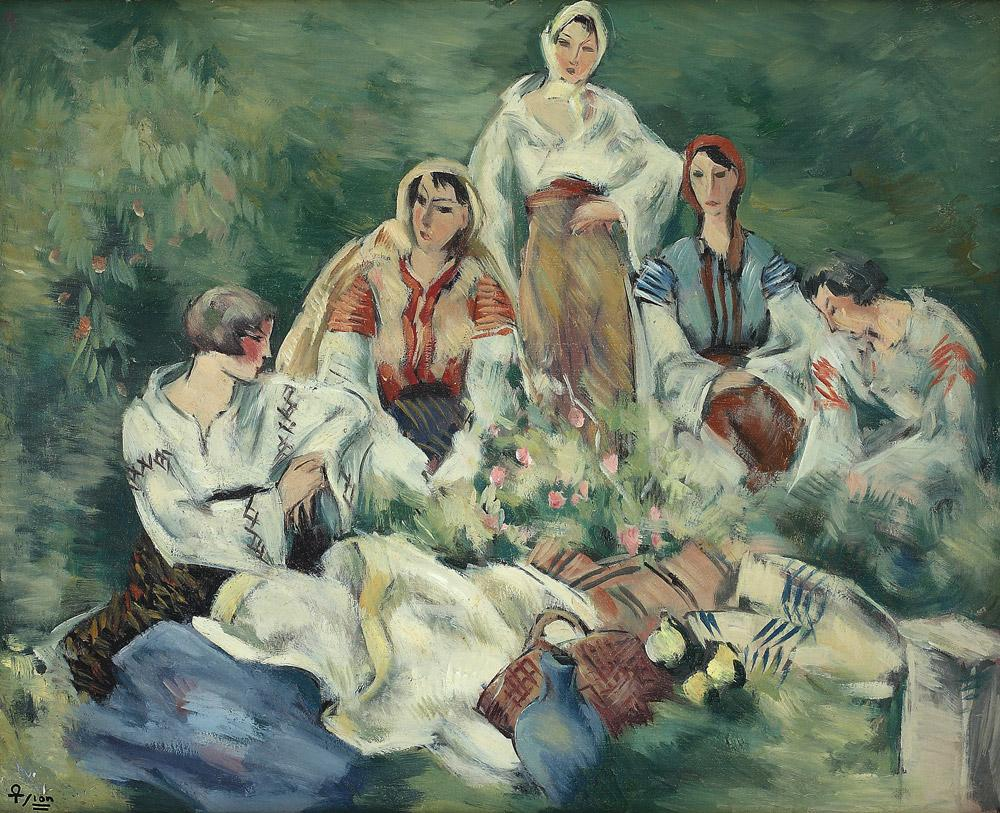
Compoziție pe motive țărănești ("Composición con motivos campesinos", 1936)

## Trabajo

### Experimentador

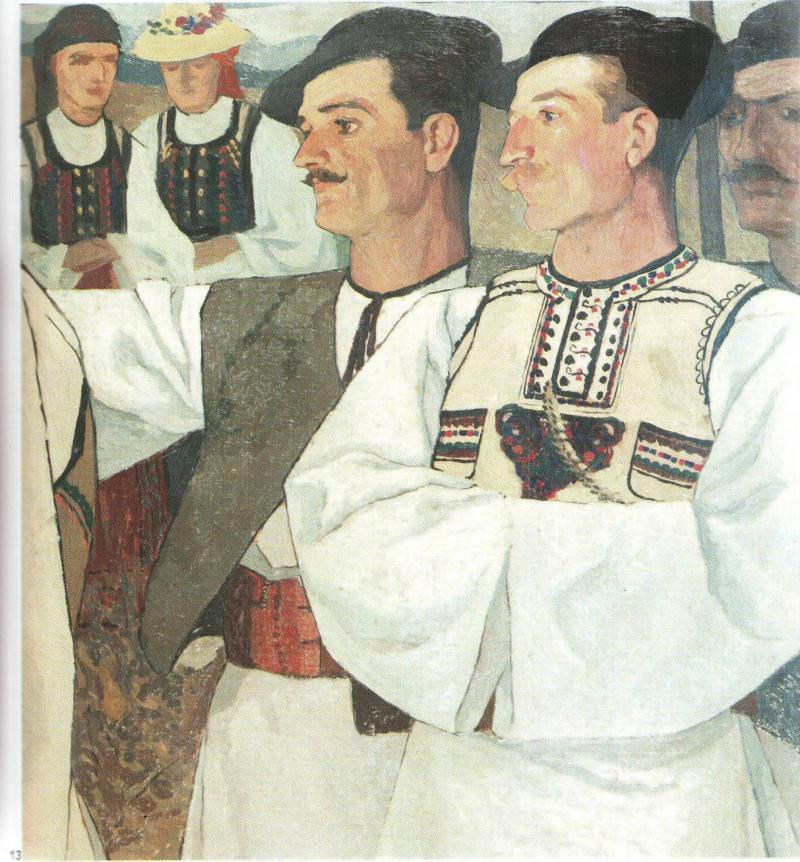
Țărani Alboroto Abrud ("Campesinos de Abrud", ca. 1913)

Theodorescu-Sion fue probablemente el pintor al óleo rumano más proteico.   El interés de Sion en probar fórmulas fue tomado con reserva por algunos en el público. Al escribir para los lectores transilvanos de Luceafărul, en mayo de 1909, George Murnu afirmó: "Teodorescu Sion es un nuevo talento que debe trabajar duro antes de alcanzar la profundidad de la observación que hace a uno un artista. Está demasiado preocupado por cuestiones técnicas y demasiado superficial en su dibujo ".  Cinco años después, Tăslăuanu evaluaría: "El arte del Sr. Theodorescu-Sion [...] no está de acuerdo con todas las personas en la primera impresión. [. . . ] El género primitivo y decorativo, de líneas sencillas y planos expresivos, no le ha ganado muchos adeptos. Su forma de ver y representar las cosas vistas lo relaciona con el arte moderno de otros países "  Sin embargo, "[sus lienzos] son como esas mujeres que no buscan agradar la vista y parecerse a los demás. Una vez que te acercas a ellos, una vez que los conoces y los estudias, caes bajo el hechizo de su profunda sencillez y belleza ".
Como señaló en 1913 el columnista de arte de Luceafărul G. Duma, Sion tomó su pintura "ciencia" de las academias francesas y "los grandes maestros", técnicas del sintetismo en su obra religiosa y elementos decorativos modernos en sus paisajes. Duma describe las pinturas de Sion de 1913, especialmente Crai nou ("Luna Nueva") y la Crucifixión, como un viaje espiritual, y concluye: "En colores vibrantes, con planos bien ordenados, siempre dirigiéndonos al arte del futuro, la conciencia el pintor Theodorescu-Sion sueña y canta ese aria que conduce a la inmortalidad ". Desde entonces, los historiadores del arte han estado en desacuerdo sobre el enfoque del joven Sion en el misterio existencial. Mariana Vida llama a sus primeras composiciones "patéticamente simbolistas",  pero, según Amelia Pavel, sus visiones de árboles solitarios fusionan el Art Nouveau, "con sus lineamientos retorcidos", con elementos sacados del expresionismo . Ella escribe: "el árbol sin hojas [es] un símbolo de la alienación humana, de la impotencia humana frente a la inmensidad de la naturaleza". Pavel es explícitamente contradicho por su colega rumano Dan Grigorescu : "el motivo del árbol está probablemente más cerca de la visión decorativa-muralista [de Sion] de una monumentalidad distintiva, con sus implicaciones étnicas ".
Más allá del contexto simbolista, el primitivismo de Theodorescu-Sion fue una forma de investigación social. G. Duma fue uno de los primeros en describir a Sion como la voz de una sensibilidad rumana específica: "El arte de Theodorescu-Sion es el eco de los sentimientos de un pueblo [. . . ]. Es el atavismo de nuestro arte más puro [. . . ]. El artista crea, y las personas a las que representa vive a través de él, dando a conocer a todas las demás naciones con características definitivas [...] que las fuentes de sus propios sueños están saliendo a la luz bajo un poder creativo. [. . . ] Uno se siente conectado espiritualmente con Theodorescu-Sion, porque encuentra, enterrado en sus pastos, el trabajo y el sufrimiento de una raza que ha producido al pintor mismo "  Según Anca Gogîltan, la muestra de arte de Tinerimea de 1910 fue un momento decisivo en la relación entre el arte moderno urbano y la mayoría rural de Rumania, ya que tanto Theodorescu-Sion como Camil Ressu abordaron la vida rural sin convencionalismos idílicos ni indignación moral. Se refiere en particular a Arat în Munții Abrudului ("Arando en las montañas de Abrud ") de Sion, de temática transilvana, "subrayando la acción civilizadora del hombre" en lugar de expresar "crítica social". Antes de la Primera Guerra Mundial, sostiene Gogîltan, Sion y Ressu fueron los socios visuales del agrarismo rumano (o poporanismo ), que buscaban enfatizar, como Mihail Sadoveanu en el campo literario, la "dignidad", la "resiliencia" y la importancia económica de los rumanos. campesinado.
Con sus viajes al sur de Dobruja, su paleta se volvió más luminosa, como comenta Tăslăuanu: "En el nuevo Dobruja con su efusión de luz y calidez, todos los colores son más claros; contornos más imprecisos, menos definidos; la mezcla de colores y el contraste más pronunciado y más rico. En la atmósfera llena de luz de Balcic y Deliorman, el artista encontró temas que concuerdan con su comprensión del color poético ". En 1919, también mostraba interés en el paisaje de los suburbios. El historiador cultural Sorin Alexandrescu sostiene que las pinturas resultantes, donde el foco está en mujeres y niños, tienen una atmósfera de "calma" y "equilibrio".  Estas escenas de la vida familiar contrastan con sus otras preocupaciones de finales de la década de 1910. Como señala Oscar Walter Cisek, los colores de Sion aún eran luminosos, pero sus lienzos "parecían haber concentrado [...] algo de la oscuridad de la gran guerra" y, durante un tiempo, apiñados "rocas de pura materia". Según Cisek, esta preferencia dañó el arte de Sion durante los próximos años, pero comenzó a desgastarse con la finalización de La isvorul Troiței .
En el contexto de la modernidad artística rumana, la evolución paralela de Sion e Iosif Iser ha intrigado a varios comentaristas. El crítico Gheorghe Oprescu sostiene que el parecido entre los dos está principalmente modulado por los cambios temperamentales de Sion, por su "ser inquieto, quizás menos seguro de sí mismo".  Otro crítico de entreguerras, Aurel D. Broșteanu, escribe que Sion (como Iser, pero con influencias más rústicas) contribuyó a "la asimilación de una objetividad pictórica", y la enfrentó al "Impresionismo amorfo y desorganizado".

### Pintorgandirista

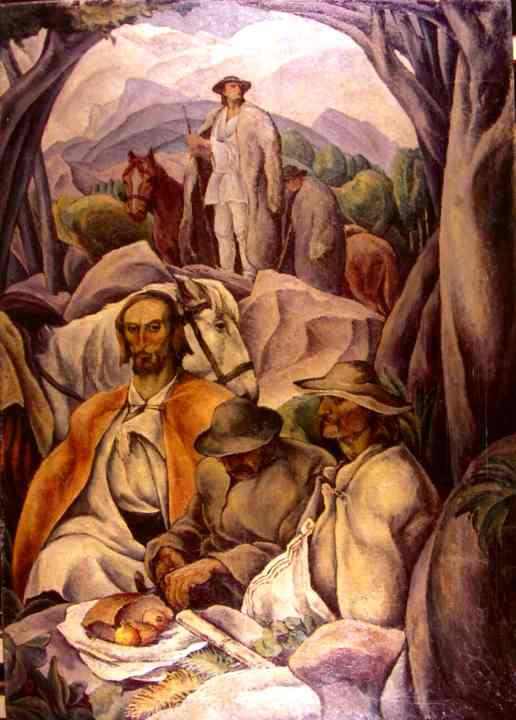
Străjerii ("Los guardias", 1925)

El compromiso de Theodorescu-Sion con la estética de Gândirea continúa siendo una cuestión muy debatida. Aunque el columnista de la revista notó  que había abandonado sus métodos "complicados y oscuros" por una "sensibilidad directa",  varios autores proponen que el neotradicionalismo fue la culminación de las décadas de experimentos de Theodorescu-Sion. Como conclusión de su teoría de la "pintura caligráfica", George Călinescu señala que "poco a poco, la pintura rumana se deslizaba hacia la neobizantina ", mientras que Cisek ve a Sion en la década de 1920 como un pintor rumano antiimpresionista de la " volumen "y la" forma clásica ", compatible con Cézanne, Derain o Max Unold . Asimismo, Tudor Vianu se refiere a La izvorul Troiței y otras obras de ca. 1925 como composiciones de volúmenes brutos, creando relaciones orgánicas entre las figuras y el paisaje, en contra de las afirmaciones de que Theodorescu-Sion se había convertido en un neoclásico . Amelia Pavel escribe además que la Sion madura volvió a pintar árboles, con el expresionista filtrado a través de las técnicas pictóricas de Derain y, más característicamente, con un creciente interés en hacer que otros descubran el paisaje rural de Rumanía. Según los autores de Meridiane, su "secuenciación rítmica de volúmenes" muestra una mezcla de influencias destiladas del constructivismo contemporáneo y ecos del maestro simbolista Pierre Puvis de Chavannes .
El paisaje típicamente representado en la mayoría de los períodos creativos de Theodorescu-Sion posteriores a 1918 es el de las montañas, de Argeș y de Motzenland. Vianu propone que Theodorescu-Sion se fabricó con éxito la mentalidad de montañés, con horizontes  y figuras humanas vistas de cerca, con una paleta sombría que sugiere "la frialdad y el secreto que se encuentra en el dosel de un bosque". Señala: "se puede documentar la naturaleza del hombre que creó este estilo de pintura con su famoso Autorretrato que exhibió [en 1925], donde la anatomía prominente de su rostro, la uniceja, el ojo abierto y escaneando, evocan en la verdad es la imagen misma de un antepasado de las montañas ". La polémica de Sion con la vida urbana se estaba volviendo explícita. Como escribe el historiador Anca Gogîltan, uno de sus Peisaje ("Paisajes"), que data de ca. 1922, tiene "la delicada figura de una mujer campesina apareciendo en las afueras de una ciudad, dominada por la ciudad moderna como un fondo densamente poblado, aparentemente una pantalla de formas geométricas". Naturalezas muertas como Roz și ro notes, señala, muestran que él atendió al creciente interés del público por los artículos de arte popular, representando platos rústicos o cruses ; otras obras toman nota de las jerarquías reales del espacio rural, mostrando a las mujeres completamente involucradas en las tareas del hogar como el lavado de ropa. Como señaló Broșteanu en 1931, hubo tres influencias profundas en las naturalezas muertas y los retratos de Sion: el arte cerámico antiguo de Rumania, junto con la visión pictórica de Derain, y, "inequívocamente", los lienzos postimpresionistas de Ștefan Luchian .
Según su promotor Cisek, el tratamiento orgánico de la naturaleza de Theodorescu-Sion emana de "la ley fundamental" de las antiguas artes populares de Rumania, a saber: "el hombre no domina la naturaleza circundante; crece en el suelo pedregoso y escarpado [...] como plantas, como árboles, como animales ". Esto, argumenta Cisek, fue la revelación de una verdadera expresión artística del alma rumana, opuesta a los idílicos lienzos del maestro impresionista Nicolae Grigorescu, pero similar a la prosa poporanista de Calistrat Hogaș . En 1926, evaluó: "Se ha dicho, y muchos entre los analfabetos artísticos continúan repitiendo tanto hasta el día de hoy, que solo el arte de Grigorescu puede ser rumano, y que la pintura de Theodorescu-Sion no puede tener nada en común con la sustancia de nuestro suelo. [...] mañana quizás, [él] se encontrará capaz de derribar impresiones y teorías escépticas ". Cisek describe a Sion como el "mejor conocedor de técnicas artísticas" de Rumania, con un "dominio soberano",  ubicándolo en el extremo opuesto del arte oficial posterior a Grigorescu. La comprensión de Sion de la especificidad nacional, argumenta, no tenía nada en común con el tradicionalismo "mulligan" de Octav Băncilă y Kimon Loghi : "si el Sr. Loghi es un pintor, entonces Teodorescu-Sion seguramente debe ser algo completamente diferente. Hay que tener en cuenta que el Sr. Teodorescu-Sion aún se está desarrollando, mientras que el 'Maestro' Loghi ha llegado a su cima. La cumbre de la mediocridad ". Por el contrario, Nichifor Crainic, que era un aficionado de Grigorescu, describió póstumamente a Sion como un igual de Grigorescu; sin embargo, señaló, Sion se inclinó ante los encargos y, como tal, nunca produjo una obra maestra real.
El amigo de Vianu y colaborador de Gândirea, Lucian Blaga, un poeta y filósofo en la búsqueda de la especificidad rumana, aplaudió las pinturas de Theodorescu-Sion de "superpastores y supercampesinos" en "paisajes rumanos", mientras que, desde el otro lado de la modernidad En la literatura, Victor Eftimiu celebró a Sion como una figura "culta" y "refinada" entre los tradicionalistas.  El crítico de arte Petru Comarnescu también sugiere que Theodorescu-Sion estuvo a la altura de las expectativas de un arte puramente rumano, al remontarse al " arte bizantino naturalizado" de los muralistas medievales, particularmente en Șipotul . Aunque construye un argumento similar, el comentarista religioso Crainic encuentra que Sion estaba menos seguro como artista cristiano, aunque, señala, la propia Gândirea lo alentó a pintar íconos rumanos modernos.

### "Reaccionario" modernista
La mezcla de temas y las controversias en torno a la política gândirista también afectaron las contribuciones artísticas de Sion. En la década de 1920, la visión artística propuesta por Sion y Ressu estaba siendo cuestionada por la escuela de vanguardia de Contimporanul . También inspirados por el arte primitivo, sus líderes Ion Vinea y Marcel Janco se negaron a ver a los demás como verdaderos exponentes de las tradiciones campesinas. Los experimentadores más radicales, incluido el alumno de Sion, Jacques Hérold, rechazaron por completo el modernismo domesticado y se volvieron hacia el surrealismo ;  pero jóvenes neotradicionalistas como Elena Popea encontraron en él una fuente de inspiración.  Retrospectivamente, el filósofo y curador Erwin Kessler encuentra en Sion el exponente de "un modernismo rumano reaccionario ": el nacionalismo artístico, que llega en un momento en que todo el arte rumano moderno estaba dividido en líneas étnicas ("el componente étnico del modernismo clásico jugó un papel importante, uno que debe explicarse, no ocultarse ").  Kessler señala además que hay un componente radical en la creencia de Sion en la relación orgánica de los hombres y el suelo, comparándola con los conceptos principales del nacionalismo y tradicionalismo rumanos, desde el antisemitismo de AC Cuza hasta el agrarismo de Virgil Madgearu, pasando por La teoría de Blaga sobre la arquitectura popular. También antisemita, Crainic sostuvo que el arte de Sion nunca causó una impresión en el mercado del arte, ya que los compradores eran "en su mayoría judíos".
Varios críticos han notado que las obras de Sion de las décadas de 1920 y 1930 son generalmente torpes,   "escolásticas",  o geométricas e impersonales. El estudio de Meridiane encuentra que algunas de sus obras son "enfáticas", señalando que Sion "no llega al significado filosófico de la mitología popular, conservando sólo su exterior pintoresco". En algunos de sus últimos lienzos, Sion regresa al simbolismo, pero le da un toque "rococó ", por ejemplo, al hacer que su esposa pose en crinolina . 

## Legado
La "muerte prematura" de Ion Theodorescu-Sion fue, según el crítico I. Zărnescu, un momento de crisis para el arte rumano: "[deja] un vacío en nuestro arte, justo cuando él, el hombre de apoyo y aliento, era más dolorosamente necesario."  El pintor recibió varios homenajes de sus compañeros. El novelista Camil Petrescu hace una mención indirecta —y, señala Sorin Alexandrescu, cronológicamente inexacta— de sus paisajes urbanos en la novela de 1933 Patul lui Procust; Alexandrescu cree que sirve para amplificar el estado de ánimo nostálgico en ese fragmento particular del libro.  Además de sus autorretratos, la imagen de Sion se conservó en un busto, obra del escultor Corneliu Medrea (según Nichifor Crainic, Medrea capturó "maravillosamente" el comportamiento orgulloso y la belleza física del pintor). Medrea también diseñó la cripta de Sion en el cementerio de Bellu . 
La fama de Sion cayó con los años.  Su legado cultural fue preservado en parte por sus colegas de Gândirea, incluidos aquellos que luego se convirtieron a la política de extrema derecha. Después de la Segunda Guerra Mundial y el establecimiento del régimen comunista de Rumania, algunos de estos últimos fueron arrestados, mientras que otros huyeron al extranjero. Uno de estos últimos fue el periodista político Pamfil Șeicaru, que incluso se llevó algunas de las pinturas de Sion cuando se trasladó a la España franquista .  En 1972, pro Gândirea ' fascista editor de Crainic había sido liberado de la cárcel y, una vez rehabilitado, fue escribir crónicas en Glasul Patriei, una revista comunista para la diáspora rumana . Su artículo sobre Theodorescu-Sion fue leído y admirado por Șeicaru, quien respondió para agradecer a su antiguo empleador. 
El Museo Nacional de Arte de Rumania (MNAR) tiene una colección considerable de Theodorescu-Sion. Gran parte de ella se ha incluido en la Galería de Arte Rumano Moderno, reabierta y reorganizada por el MNAR en 2001. Aunque esperada durante mucho tiempo por los críticos,  esta nueva colección provocó debates: el crítico Gheorghe Vida descubrió que la presencia de Sion, al igual que la de otros artistas modernos, se vio injustamente eclipsada por la inclusión de pintores menores de "segunda estantería" de la era de entreguerras. .  Una donación de 2006 de la colección Lola Schmierer Roth también complementó el fondo Theodorescu-Sion del MNAR con obras que había reservado para su antiguo alumno.  Otras colecciones importantes de Sion se encuentran en los museos de arte de Constanța  y Tulcea,  y en el Museo Zambaccian en Bucarest. 
Aún emergente después de la Revolución rumana de 1989, el mercado del arte rumano fue ambivalente en su tratamiento de la obra de Theodorescu-Sion. Escribiendo en 2009, el crítico de arte Pavel Șușară denunció "un desacuerdo inaceptable" entre el estatus de Sion como un "artista de primera clase" y los bajos precios iniciales de sus lienzos, en contraposición a las "sumas exorbitantes" obtenidas por pintores como Sabin Bălașa .  Ese año, su Cele trei vârste ("Las tres edades") se vendió por 32.000 lei .  El interés por el trabajo de Theodorescu-Sion parece haberse renovado en 2010, cuando los Sions subastados obtuvieron precios del más alto rango. 
La polémica de las vanguardias con el neotradicionalismo de Sion continúa póstumamente. En 2009, Erwin Kessler organizó un espectáculo colectivo con el tema "Pork". Kessler explicó que el cerdo, el alimento básico del consumismo moderno de Rumanía, reemplazaría a la oveja como el " tótem " de Theodorescu-Sion y Nicolae Grigorescu.   La exposición irónica contó con obras de arte conceptuales de Matei Bejenaru, Dumitru Gorzo, Ion Grigorescu, Dan Perjovschi y varios otros.  